# Antalaha
Antalaha je grad od 32 496 stanovnika na sjeveroistoku Madagaskara, u Provinciji Antsiranana - Regija Sava, administrativno središte istoimenog Distrikta Antalaha.
Antalaha je poznata kao svjetska prijestolnica vanilije i polazna točka turista za Nacionalni park Masoala na poluotoku Masoala južno od grada. Većinsko stanovništvo ove ruralne općine (kaomina) su pripadnici malgaških naroda Betsimisaraka, Sakalava i Tsimiheti.
Ime grada na malagaškom znači mjesto gdje ima puno vode

## Povijest
Antalaha je u 18. stoljeću bila malo ribarsko selo pod kontrolom Kraljevstva Betsimisaraka.Za vrijeme francuske kolonijalne uprave 1899., Antalaha je bila dio Pokrajine Vohemar. Tad se počela razvijati kao grad, 1905. donesena je vanilija iz Reuniona i osnovane su prve plantaže, tad je izgrađena i luka. Od 1939. Antalaha je postala samostalna općina, od 1939. do 1959., gradom je upravljao gradonačelnik - administrator, a od 29. svibnja 1959. postala je glavni grad istoimene prefekture.
Prvi urbanistički plan grad je dobio 1936. a 1944. izvedbeni, po kojem je izgrađen, kao jedan od najšarmantnijih gradova madagaskarske istočne obale.
Antalahu danas zovu prijestolnica vanilije, jer se od sredine 20. stoljeću u Antalahi i okolici proizvodilo preko 50% svjetske proizvodnje vanilije. Na plantažama i laboratorijima pored grada je francuski institut ORSTOM (Institut Français de Recherche Scientifique pour le Développement en Coopération) 1970., ekspemerimentirao s proizvodnjom sintetičke vanilije. 
Današnji razvoj koncentriran je na razvoj turizma, u kojeg se polažu velike nade zbog velikih pješčanih plaža u gradu i okolici, i obližnjeg Nacionalnog parka Masoala jednog od 6 parkova iz kompleksa Kišne šume Atsinanana, koji je na UNESCO-ovoj listi Svjetske baštine, do kojeg je moguće doći jedino terenskim vozilima.
Antalaha je sjedište okružnog suda, veliki obrazovni centar, s brojnim osnovnim i srednjim školama i sjedište lokalne radio - televizijske stanice RNA.

## Zemljopisna i klimatska obilježja
Antalaha se nalazi na sjeveroistočnoj obali Madagaskara, pored estuarija rijeke Ankavanana u Indijski ocean, na manjoj uzvisini od 88 m, udaljena oko 537 km južno od provincijskog središta Antsiranane i oko 1449 km od glavnog grada Antananarivo. Antalaha ima tipičnu tropsku klimu s čestim kišama i visokim temperaturama tijekom čitave godine. Najviše kiši od siječnja do ožujka, a najugodnije je u rujnu i listopadu kad je klima najugodnija, tad je prosječna temperatura od 21-23 °C.
Tropski ciklone ugrožavaju Antalahu i cijelu sjeveroistočnu obalu Madagaskara gotovo svake godine. Antalaha je 2000. bila strašno razorena, snažna ciklona Indlala razorio je Antalahu sredinom ožzujka 2007., a u travnju iste godine i ciklona Jaya, tad je poginulo najmanje 90 ljudi i oštećeno oko 90%  zgrada Antalahe.

## Transport, privreda
Do Antalahe vodi nacionalna cesta br. 53 uz obalu Indijskog oceana. 
Grad ima skromnu morsku luku, s dva gata, i mali Aerodrom Antalaha-Antsirabato (IATA: ANM, ICAO: FMNH), koji se nalazi 15 km jugoistočno od grada kod mjesta Antsirabato iz kojeg postoje redovne linije za Antananarivo, Antsirananu  i Mahajangu 
koje održava domaća kompanija Air Madagaskar.
Većina stanovnika (40 %), bavi se poljoprivredom, u industriji radi 30 % a u turizmu i uslugama radi 29,9 %, ribarstvom se bavi 0,02 % stanovnika. Oko grada postoje brojne plantaže; vanilije, klinčića, kave, kakaovca, papra, cimeta i ličija. 
Antalaha je i regionalni centar je  brodogradnje tradicijskih drvenih šambeka.

## Vanjske poveznice
- Antalaha  Arhivirana inačica izvorne stranice od 30. listopada 2011. (Wayback Machine)
- École Primaire Française d’Antalaha  Arhivirana inačica izvorne stranice od 12. listopada 2011. (Wayback Machine) (fr.)